# Otto Quirin
Otto Quirin (* 7. März 1927 in Mönchengladbach; † 8. Juli 2022 in seinem Haus in Hamburg-Sasel), eigentlich Otto Kaiser, war ein Maler der lyrischen Abstraktion in Deutschland.

## Leben
Mit 13 Jahren richteten seine Eltern ihm ein eigenes Atelier ein.
Als Schüler lebte er in Bremen, wurde Flakhelfer in einer Luftwaffeneinheit bei Bremen und kam 1945 als einziger Überlebender seiner Schulklasse von der Front zurück nach Deutschland.
Während seines in den Jahren von 1948 bis 1955 absolvierten Studiums der freien Malerei, Kunstgeschichte, Germanistik und Philosophie an der Kunstakademie Düsseldorf, der Nordischen Kunsthochschule Bremen, der Universität Hamburg und der Landeskunstschule Hamburg unter anderen bei Ernst Wilhelm Nay, erhielt Otto Quirin 1951 den Förderpreis des Bremer Senates. Im selben Jahr hatte er eine erste Einzelausstellung in der Kaiser-Friedrich-Stadthalle in Mönchengladbach.
1955 stellte er in der 1949 gegründeten Zimmergalerie Franck in Frankfurt am Main aus und lernte die Mitglieder der Künstlergruppe Quadriga kennen, die der informellen Malerei zugerechnet wurden und die auch bei Franck ausstellten.
Ab 1956 war Otto Quirin in Hamburg als Deutsch- und Kunstlehrer am Gymnasium Oberalster und als Mitglied der Kunstkommission der Freien und Hansestadt Hamburg tätig, der er – mit einer Unterbrechung während seines Chileaufenthaltes – bis 1975 angehörte. Daneben organisierte er mit seinen Schülern Ausstellungen von den Bildhauern Gerhard Marcks und Gustav Seitz sowie den Malern Otto Dix und Oskar Kokoschka – von dem er Porträtzeichnungen anfertigte. Es folgte 1963 die Ausstellung des Dresdner Künstlerbundes. Weitere Porträtzeichnungen schuf er während einer im Jahr 1964 anlässlich der zur 200. Jahresfeier der Dresdner Akademie wahrgenommenen Einladung in die DDR von Otto Dix und im selben Jahr in Hamburg von Erich Heckel.
Von 1966 bis 1970 lebte der Künstler in Chile, wo er in Valdivia die Leitung des Instituto Alemán Carlos Anwandter übernahm. Er begegnete in Santiago de Chile Salvador Allende und Pablo Neruda, malte und zeichnete von beiden Porträts. Er erhielt Aufträge von Kirchen in Valdivia und Osorno und von der Universidad Austral de Chile (Valdivia). Seine Werke zeigte er in Ausstellungen in Osorno, Valdivia und in Santiago de Chile in der Galeria El Patio.
Nach seiner Rückkehr aus Chile leitete er von 1971 bis 1978 das Hansa-Kolleg Hamburg, im Anschluss daran bis 1984 die Deutsche Schule in Barcelona.
Otto Quirin unterhielt seit 1984 ein Atelier in Hamburg, von 1990 bis 2008 ein weiteres in Blanes/Girona in Katalonien.

## Ausstellungen
- 1950: Beteiligung an der Ausstellung „Westeuropäische Akademien und Kunstschulen“, Kunsthalle Hamburg
- 1951: Erste Einzelausstellung in der Kaiser-Friedrich-Halle, Mönchengladbach
- 1955: Einzelausstellungen Zimmergalerie Franck, Frankfurt am Main
- 1963 und 1964: Einzelausstellungen in der Rose Fried Gallery, New York, der Galerie La Rouet, Paris sowie der Galerie Ernest Horn, Luxemburg
- 1976: Ausstellung im Kunstmuseum Tondern/Dänemark
- 2004: Kunsthalle St. Annen, Museum für Kunst und Kulturgeschichte im St.-Annen-Kloster Lübeck
- 2005: 17. Biennale „Humor and Satire in the Arts“, Gabrovo (Bulgarien)
- 2005: Museum am Burghof in Lörrach, Verein Bildende Kunst, Lörrach
- 2006: Sept.–Okt.: Klaussynagoge in Halberstadt „Wiederbegegnung“ (Porträtzeichnungen)[6][7]
- 2007: Fundació Angel Planells, Blanes (Girona)[8]
- 2007: Ausstellung im Kulturkreis Torhaus im Bürgerverein Wellingsbüttel e.V.,[9] Torhaus Wellingsbüttel
- 2008: Gruppenausstellung (4 Maler) im Künstlerhaus Spiekeroog (Galerie- und Künstlerhaus Spiekeroog) „Die Kunst des Sammelns“[10][11]
- 2009: Feb.–März: Einzelausstellung „Form und Erzählung“ in der Galerie Anne Moerchen, Milchstr. 6a, Hamburg[12]
- 2009: BbK Ausstellungsbeteiligung
- 2009: Oktober: Ausstellung in der Behörde für Stadtentwicklung und Umwelt unter Förderung der Kulturbehörde, Hamburg Stadthausbrücke
- 2009: November: Gruppenausstellung Galerie Kramski, Burgdorf
- 2009: Nov.–Dez.: Ausstellungsbeteiligung „Blutbilder“ für die Deutsche Krebshilfe, Haspa-Galerie Hamburg
- 2009: 19. Biennale „Humor und Satire in the Arts“, Gabrovo (Bulgarien)
- 2010: Februar – April: Einzelausstellung „Köpfe im Kopf“ im Syker Vorwerk – Zentrum für zeitgenössische Kunst.[13]
- 2010: Zweite Ausstellung in der Behörde für Stadtentwicklung und Umwelt, Hamburg Stadthausbrücke 8. Einführung Senatorin Hajduk.[14]
- 2011: März–Juni: Einzelausstellung „Die Welt ist voller Zeichen“ im Fietz-Haus in Göddingen.[15]
- 2014: Mai–Juni: Einzelausstellung „So oder So. Zwei Positionen der Postmoderne“ im Kunstverein Worpswede „Das Blaue Haus“, im Doppelpack mit der gleichnamigen Einzelausstellung von Peter Barthold Schnibbe.[16]

## Auszeichnungen
- 1951: Förderpreis des Bremer Senates
- 1954: Förderpreis des Hamburger Senates
- 1968: Preis der Kritik in Santiago de Chile
- 2007: Ernennung zum Ehrenmitglied der Hanse-Akademie für Europäische Kultur-Integration
- 2011: Galeriepreis 2010 der Galerie und Sammlung Kramski, Hannover, Burgdorf[17]